# Essingetorget

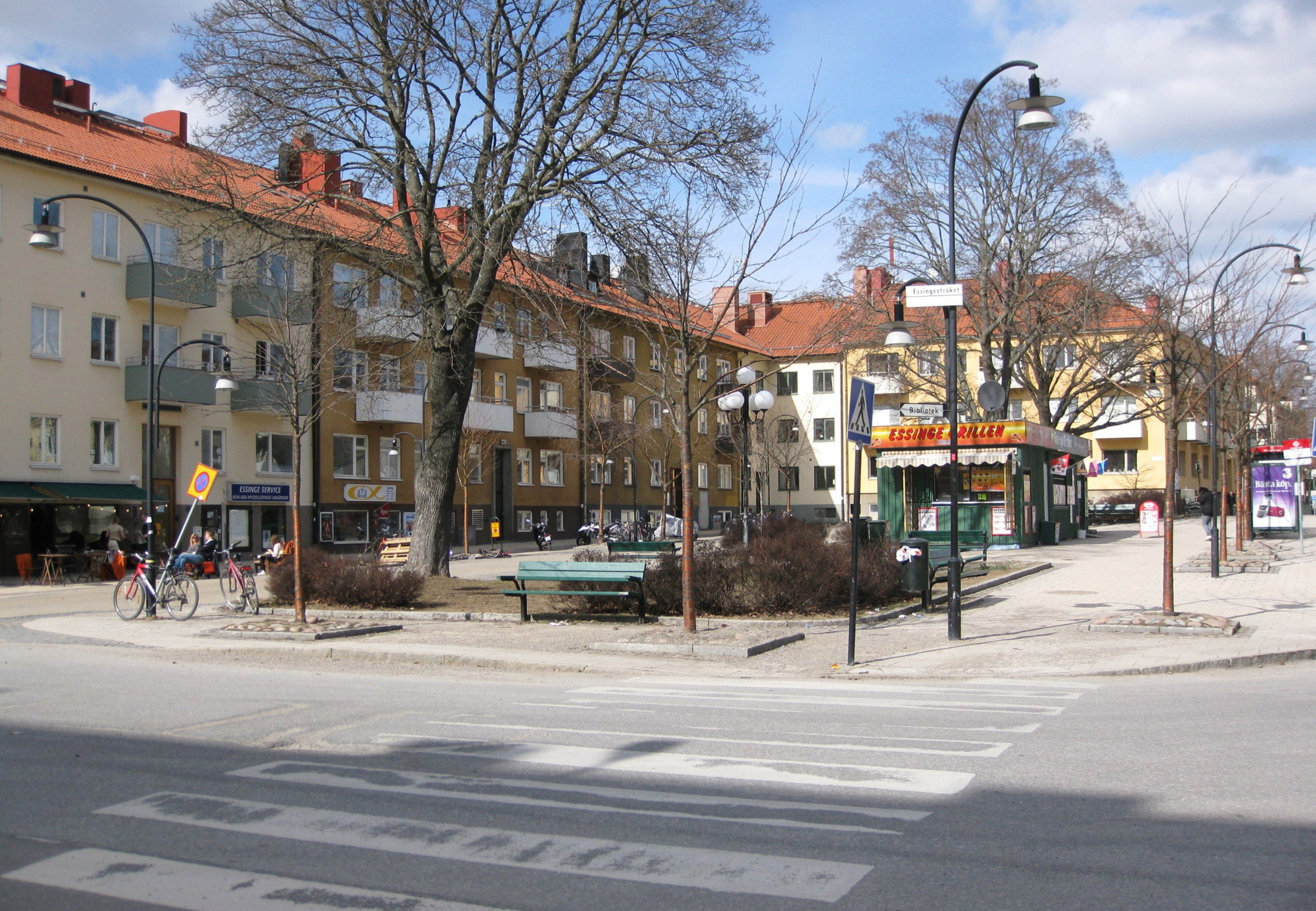
Essingetorget i april 2010.

Essingetorget är ett torg beläget på centrala delen av Stora Essingen i Kungsholmens stadsdelsområde, Stockholm. Torget fick sitt namn 1924 och utgör Stora Essingens centrum.

## Historik

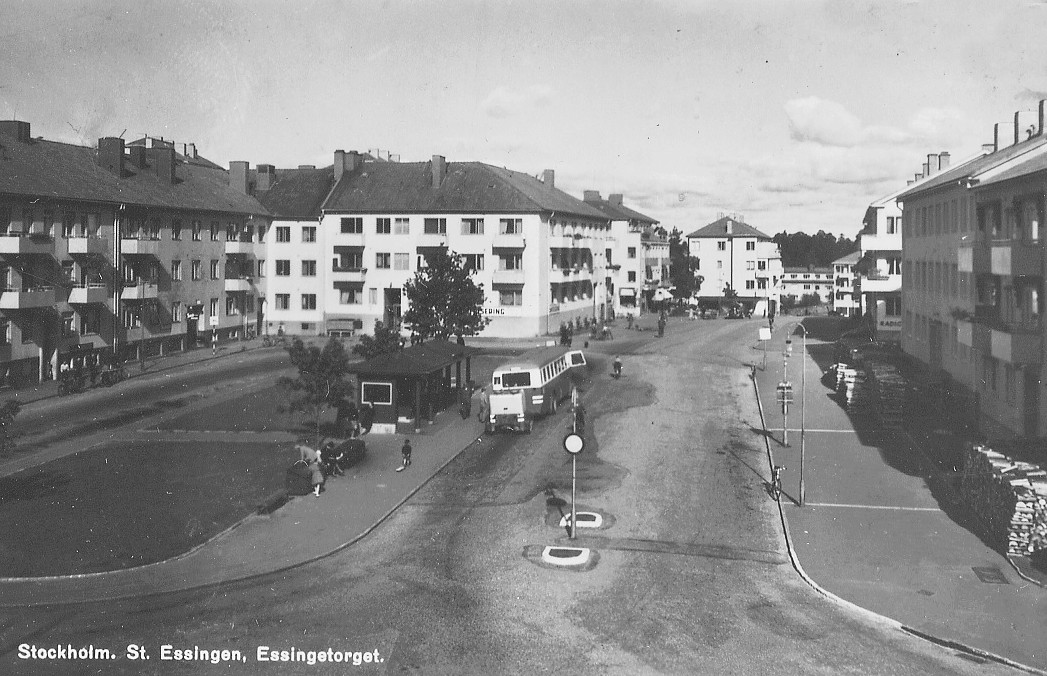
Essingetorget, 1940-tal.

Torget är ett resultat av Stora Essingens första stadsplan som upprättdes 1923 av dåvarande stadsplanedirektören Per Olof Hallman. I den föreslog Hallman att en central plats skulle anordnas mitt på ön och från den skulle två esplanadliknande huvudgator (Essingestråket) stråla ut mot väster och mot sydost. I deras förlängning planerades även två broar, en till Gröndal och en till Smedslätten. Essingestråkets båda delar anlades därför som stadsdelens bredaste gator. Ingen av dessa broar blev dock byggda. Mot norr fortsätter Essingetorget i Badstrandsvägen.
Essingetorget utgör Stora Essingens ”centrum”. Torget omges av flerbostadshus i tre våningar, de flesta med butiker i bottenvåning och byggda på 1930-talet. Bebyggelsen runt torget ritades av bland andra arkitektkontoren Hagstrand & Lindberg och Wåhlin & Hjelm. Här finns det vanliga utbudet av butiker och restauranger. Busstrafik till ön har förekommit sedan den 15 december 1928, först med busslinje 56 från Fridhemsplan. Mellan 1945 och 1961 gick trådbussen nr 96 ut till ön. Idag trafikeras Stora Essingen av linje 1 och 49. På torget anlades även ett grönområde med trädplantering. Här står Ivan Liljanders bronsskulptur Tre Moment (rest 1995). 
Strax norr om torget öppnade biografen Orkanen sina portar 1938 och lades ner under slutet av 1960-talet. Väster om torget, vid på Essingestråket 24 uppfördes 1931 Stora Essingens folkskola efter ritningar av arkitekt Ture Ryberg. Sedan 1975 bedriver Lycée Français Saint Louis de Stockholm sin gymnasieskola i huset.

## Bilder

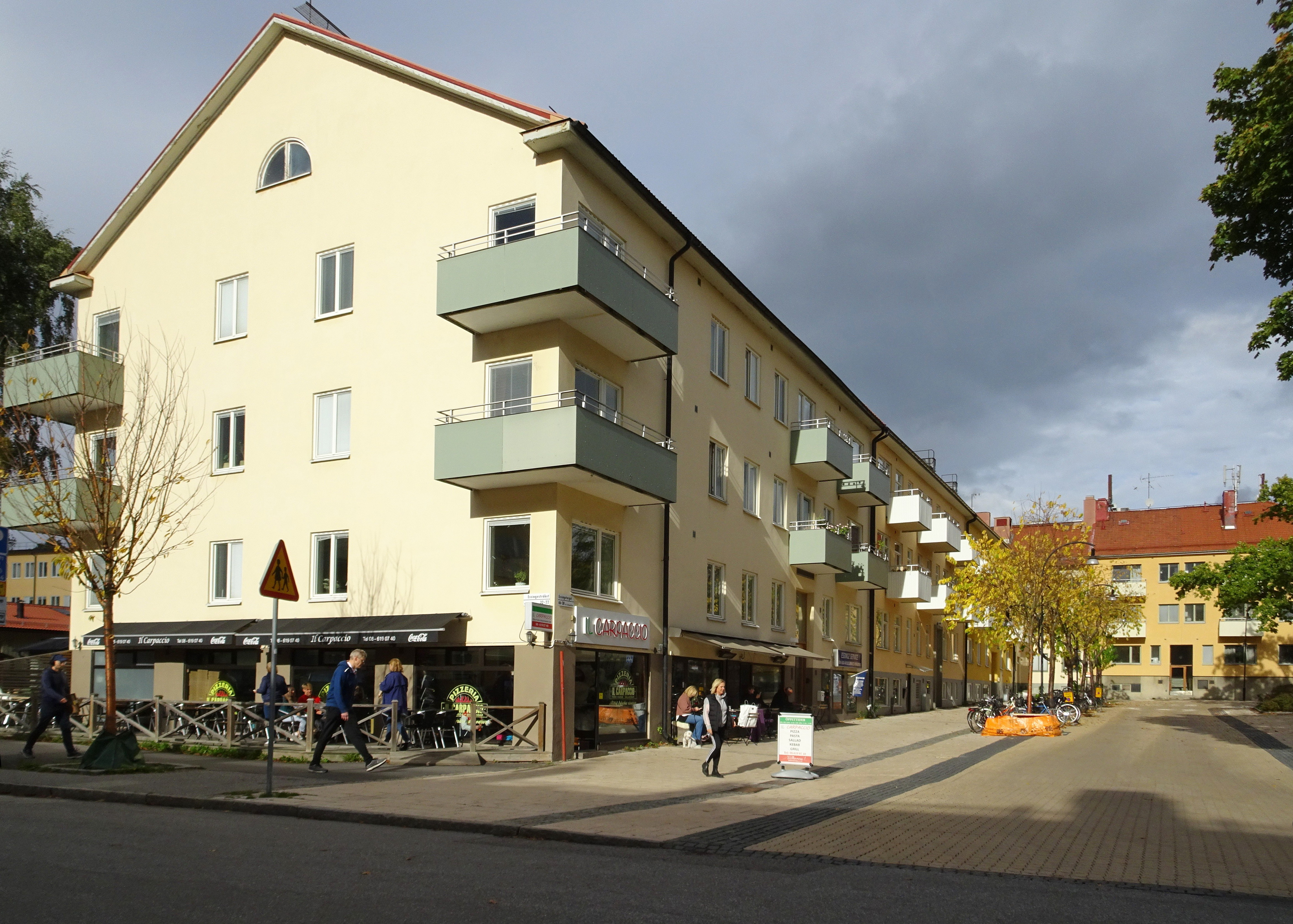
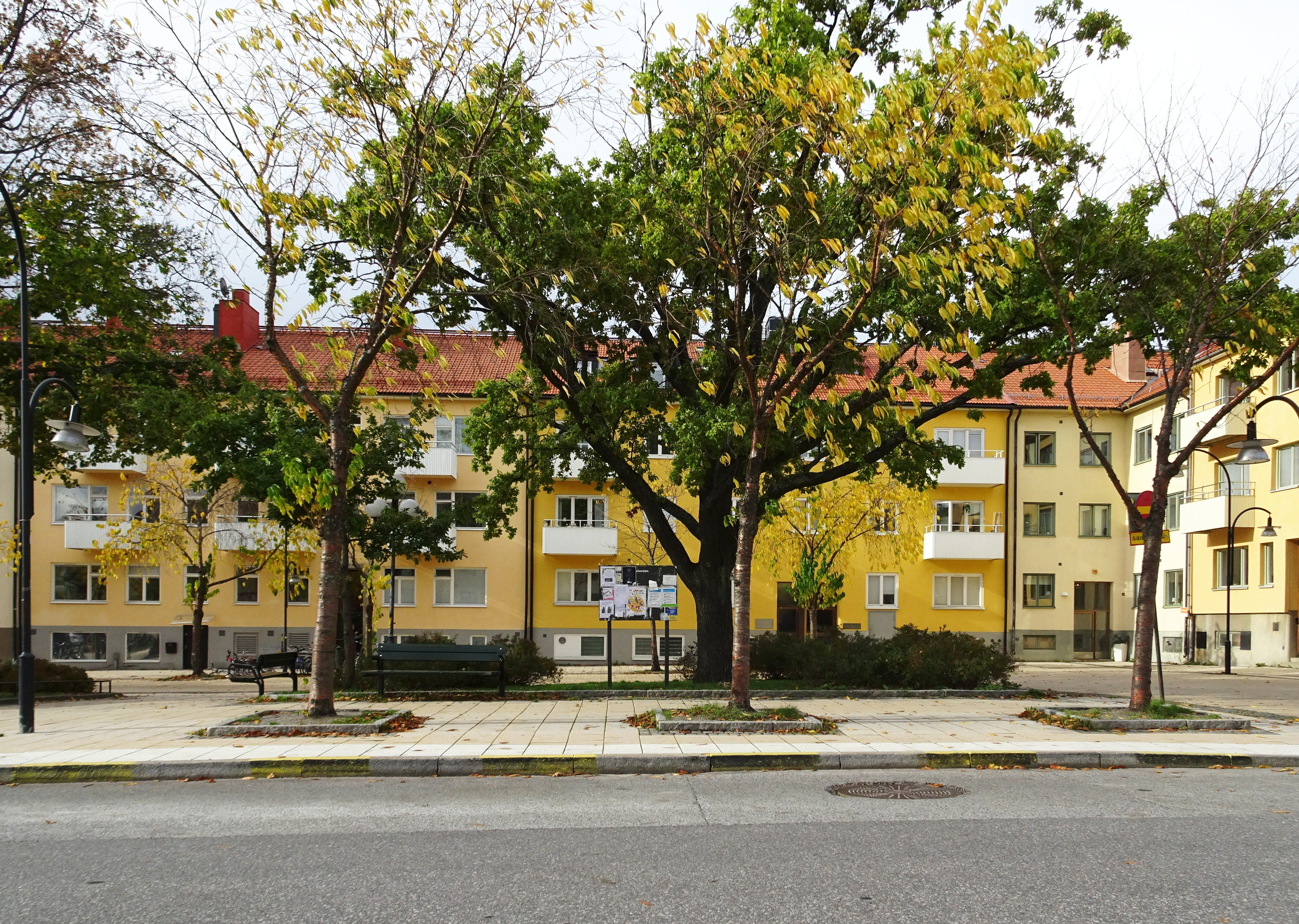
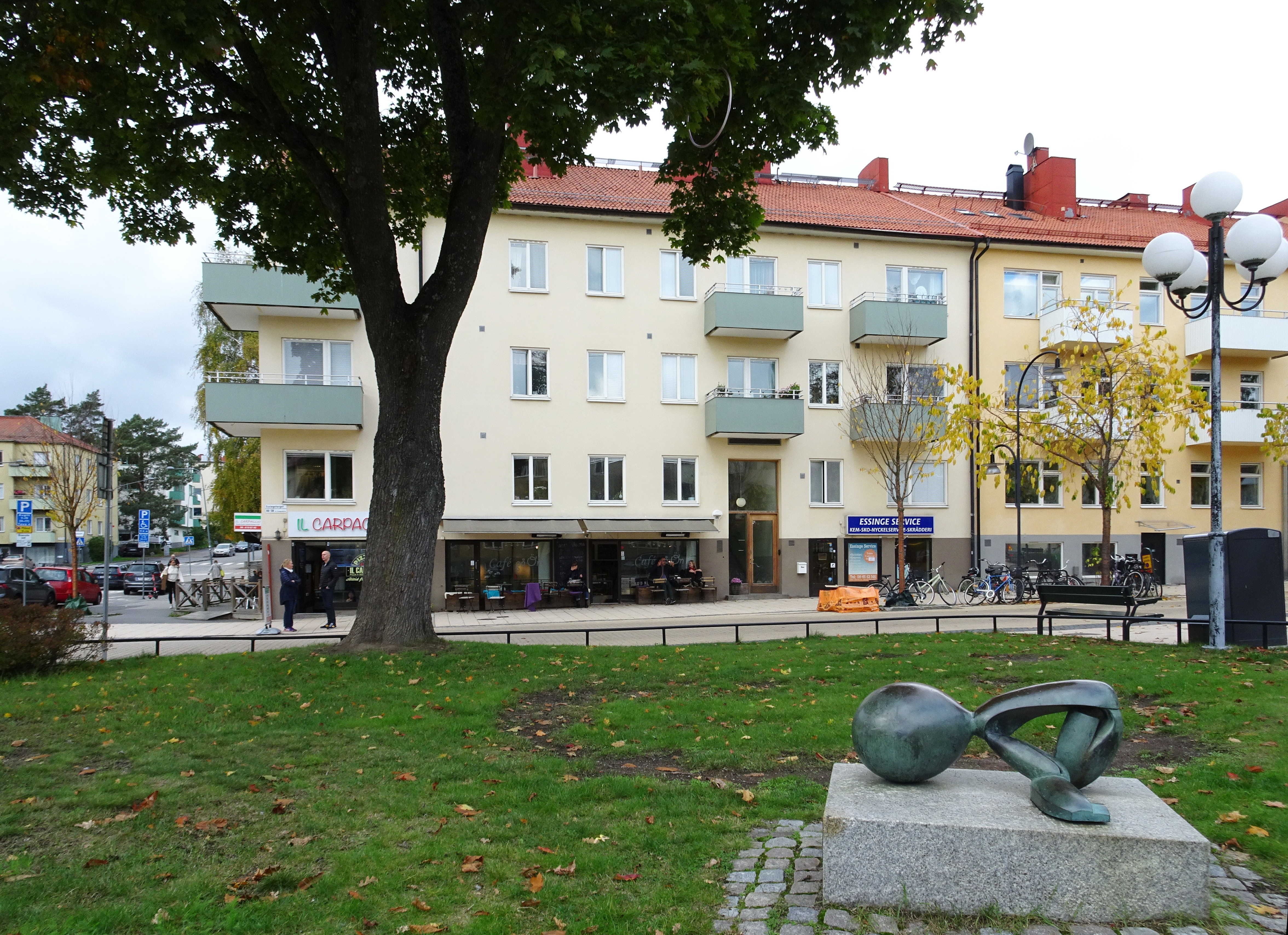
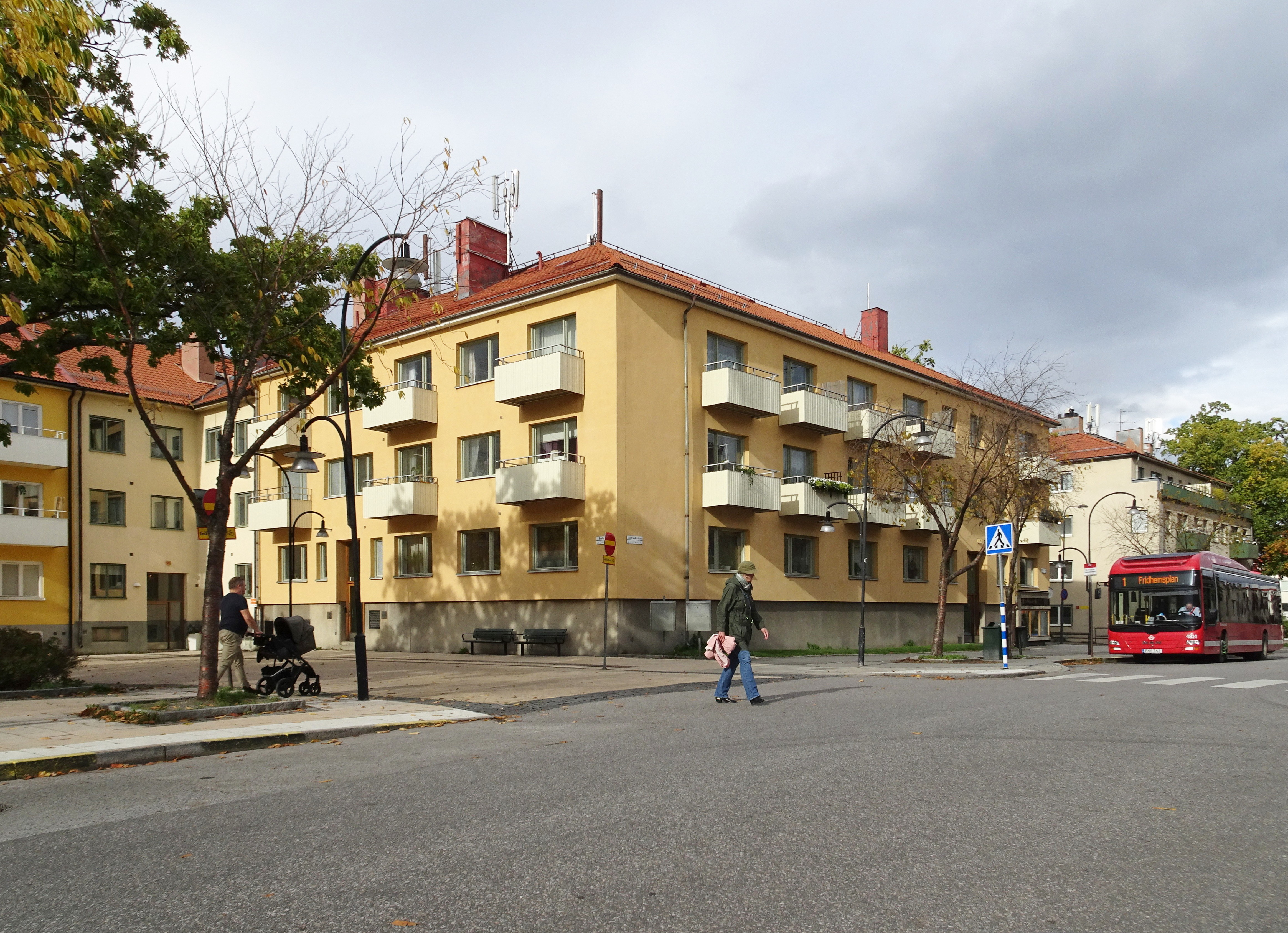